# ブリングリング
『ブリングリング』（The Bling Ring）は、2013年のクライムドラマ映画。アメリカ合衆国、イギリス、フランス、ドイツ、日本の共同制作。監督・脚本はソフィア・コッポラ、出演はイズラエル・ブルサール、ケイティ・チャン、タイッサ・ファーミガ、クレア・ジュリアン、エマ・ワトソンなど。2008年から2009年にかけてロサンゼルスに住むハリウッド・セレブたちの豪邸から金や宝石、高価な服飾品を奪い、総額3億円もの被害を生んだ地元の10代の少年少女たちを描いている。

## ストーリー
転校してきた冴えない青年マークは、そこでおしゃれな女子生徒レベッカと出会う。自分とは違い、美しく華やかなレベッカに心奪われたマークは、彼女の誘いに乗り犯罪に手を染めるようになってしまう。最初は置引き程度だった彼らの犯行は、レベッカの友人クロエ、ニッキーとサムの姉妹を仲間に加え、次第にエスカレートしていってしまう。
彼らはハリウッドに住むセレブの豪邸に忍び込み、そこにある数々の高級品を奪い去っていく。セレブのスケジュールや豪邸周囲の情報はネットで簡単に手に入れることができ、まさか自分が犯罪の餌食になるとは考えもしないセレブ達は豪邸に大したセキュリティもかけておらず、彼らは次々に犯行を成功させていく。
しかし、素人の杜撰な犯行がいつまでも成功するはずはなく、ついに彼らは逮捕されてしまう。だが、素直に犯行を認めたのはマークだけで、他の少女達は警察に取引を持ちこんだり、マスメディア相手に嬉々とした様子でこれからの人生予想図を語ったりと、誰一人反省などしていなかった。

## キャスト
※括弧内は日本語吹替
- レベッカ - ケイティ・チャン（英語版）（Lynn）
- マーク - イズラエル・ブルサール（英語版）（増田俊樹）
- ニッキー - エマ・ワトソン（須藤祐実）
- クロエ - クレア・ジュリアン（英語版）（東條加那子）
- サム - タイッサ・ファーミガ（藤井ゆきよ）
- エミリー - ジョージア・ロック
- ローリー - レスリー・マン（井上喜久子）
- ロブ - カルロス・ミランダ
- リッキー - ギャヴィン・ロスデイル（遠藤大智）
- ケイト - アニー・フィッツジェラルド（高島雅羅）

### カメオ出演
- 本人役 - パリス・ヒルトン
- 本人役 - キルスティン・ダンスト
- 本人役 - リンジー・ローハン（記録映像）
- 本人役 - オードリナ・パトリッジ（英語版）（記録映像）
- 本人役 - レイチェル・ビルソン（記録映像）
- 本人役 - ミランダ・カー（記録映像）
- 本人役 - オーランド・ブルーム（記録映像）
- 本人役 - ブレット・グッドキン（実際に事件を捜査した警察官）

## 作品の評価
Rotten Tomatoesによれば、208件の評論のうち高評価は60%にあたる124件で、平均点は10点満点中6.2点、批評家の一致した見解は「確かにタイムリーで美しく撮影されているが、『ブリングリング』は、ソフィア・コッポラ監督が浅はかな主人公たちの実際の犯罪を表面的にしか描いておらず、深く掘り下げられていない欠点がある。」となっている。Metacriticによれば、40件の評論のうち、高評価は26件、賛否混在は14件、低評価はなく、平均点は100点満点中66点となっている。